# Tepechitlán
Tepechitlán è una municipalità dello stato di Zacatecas, nel Messico centrale, il cui capoluogo è la località omonima.
Conta 8.215 abitanti (2010) e ha una estensione di 544,71 km².
Il nome della municipalità significa Luogo dei dirupi in lingua nahuatl.
In questa località nacque Matteo Correa Magallanes, santo martire della chiesa cattolica.